# Alan Woodworth Johnson
Alan Woodworth Johnson (* 29. September 1917 in South Shields, Tyne and Wear; † 5. Dezember 1982) war ein britischer Chemiker (Organische Chemie).
Alan Johnson wuchs nahe Newcastle auf und ging in Morpeth zur Schule. Sein Vater James William Johnson (1883–1955) war nautischer Optiker und eine prominente Persönlichkeit in der englischen Erwachsenenbildung und stammte aus einer Schiffbauer-Familie. Die finanziellen Verhältnisse der Familie waren beengt und er verdiente sich sein erstes Geld auf einer Schiffswerft, wo er Gasstände in Tanks maß. Ab 1936 studierte er am Imperial College London mit einer Royal Scholarship, erwarb 1938 seinen Bachelor-Abschluss und wurde dort 1940 bei Ewart Jones promoviert. Während des Zweiten Weltkrieges forschte er an kriegswichtigen Arbeiten am Imperial College und ging danach zu ICI in deren Farbwerke. 1946 ging er als ICI Fellow zu Alexander Robertus Todd in Cambridge und wurde 1951 Fellow des Christ’s College. 1955 wurde er Professor an der University of Nottingham. Von 1968 bis 1982 war er Professor für Organische Chemie an der University of Sussex.
Anfangs befasste er sich mit der Chemie von Acetylenen und Vitamin A, später mit der Chemie von Naturstoffen (Porphyrine, Vitamin B12, Antibiotika, chemische Aspekte von Röhrenblattläusen (Aphididae), Keimungsfaktoren von Pflanzen speziell bei Parasiten wie Striga und anderen Sommerwurzen). An der University of Sussex befasste er sich mit Insekten-Pheromonen und Rüsselkäfern der Gattung Scolytus, die den Pilz für das Ulmensterben übertragen, und deren Bekämpfungsmöglichkeit als Pilzüberträger. Er hielt landesweit an den Chemie-Fakultäten populäre Vorlesungen über Sex and Violence in the Insect World.
1972 erhielt er den Preis der Chemical Society für organische Synthese für seine Arbeiten zu Porphyrenen. 1980 erhielt er die Davy-Medaille, 1980 den Robert Robinson Award und er war seit 1965 Fellow der Royal Society. 1977/78 war er Präsident der Royal Society of Chemistry.

## Schriften
- The Chemistry of Acetylene Compounds, E. Arnold, 2 Bände, 1946, 1950
- The Art of Organic Chemistry, University of Nottingham 1957